# Седми артилерийски полк
Седми артилерийски полк е български артилерийски полк, формиран през 1904 година, взел участие в Балканската (1912 – 1913), Междусъюзническата (1913), Първата (1915 – 1918) и Втората световна война (1941 – 1945).

## Формиране
Историята на полка започва през 1903 година, когато с Указ № 85 за формирането на Седми артилерийски полк в състав от 3 отделения, едно от 4-ти артилерийски полк и две от 1-ви артилерийски полк. Полкът е формиран през 1904 година със заповед №8 към Военното ведомство.

## Балкански войни (1912 – 1913)
През Балканската война (1912 – 1913) полкът се развръща в 7-и полски скорострелен артилерийски полк, формира 7-и нескорострелен артилерийски полк, влиза в състава на 7-а пехотна рилска дивизия (2-ра съюзна армия).

### Командване и състав
По време на Балканските войни полкът има следното командване и състав:
- Командир на полка – полковник Васил Рейнов
  - Командир на 1-во отделение (1-ва, 2-ра и 7-а батареи) – майор Васил Бараков[5]
    - Командир на 2-ра батарея – майор Янко Коджов

  - Командир на 2-ро отделение (3-та, 4-та и 8-а батареи) – майор Захарий Захариев, майор Антон Подгоров (6 – 13 октомври 1912) – временен командир
  - Командир на 3-то отделение (5-а, 6-а и 9-а батареи) – майор Харалампи Златанов, майор Янко Коджов (13 октомври 1912 – 2 февруари 1913) – временен командир
    - Командир на 5-а батарея майор Антон Подгоров
- Военен лекар – санитарен майор ветеринар д-р Иван Владов

### Седми нескорострелен артилерийски полк
Седми нескорострелен артилерийски полк е формиран в Самоков на 12 септември 1912 година от чинове на 7-и артилерийски полк. Влиза в състава на 7-а пехотна рилска дивизия. Демобилизиран и разформиран е след края на Междусъюзничекста война (1913) на 1 октомври 1913 година, като чиновите му се превеждат обратно в 7-искорострелен артилерийски полк.

#### Командване и състав
По време на Балканските войни полкът има следното командване и състав:
- Командир на полка – подполковник Иван Пройнов
  - Командир на 1-во отделение – майор Кирил Николов
  - Командир на 2-ро отделение – майор о.з. Никола Проданов

## Първа световна война (1915 – 1918)
През Първата световна война (1915 – 1918) 7-и артилерийски полк е отново в състава на 7-а пехотна рилска дивизия(2-ра армия), като част от 7-а артилерийска бригада и е под командването на подполковник Васил Петров.
При намесата на България във войната полкът разполага със следния числен състав, добитък, обоз и въоръжение:
| Числен състав                                       | Добитък               | Обоз                                   | Въоръжение                                                            |
| --------------------------------------------------- | --------------------- | -------------------------------------- | --------------------------------------------------------------------- |
| Офицери: 23 Чиновници: 2 Подофицери и войници: 1149 | Коне: 1121 Волове: 13 | Обикновени коли: 151 Товарни коли: 136 | Пушки и карабини: 60 Полски с.с. оръдия: 24 Планински с.с. оръдия: 12 |

## Между двете световни войни
През 1920 година съгласно предписание №6129 на Министерството на войната и в изпълнение на клаузите на Ньойския мирен договор полкът е реорганизиран в 7-о артилерийско отделение. На 1 февруари 1928 година отново се развръща в полк, като 7-и артилерийски полк с две артилерийски отделения, но носи явното название отделение до 1938 година.

## Втора световна война (1941 – 1945)
По време на Втора световна война (1941 – 1945) през 1941, 1942 и 1943 година полкът е част от Първи български окупационен корпус. Взема участие в първата фаза на заключителния етап на войната в състава на 7-а пехотна рилска дивизия. Демобилизиран е през ноември 1944 година в Самоков.
За времето в което полкът отсъства в мирновременния си гарнизон, на негово място се формира допълваща батарея.

## Наименования
През годините полкът носи различни имена според претърпените реорганизации:
- Седми артилерийски полк (1904 – 1912)
- Седми скорострелен артилерийски полк (1912 – 1913)
- Седми артилерийски полк (1913 – 1915)
- Седми скорострелен артилерийски полк (1915 – 1920)
- Седмо артилерийско отделение (1920 – 1928)
- Седми артилерийски полк (1928 – 1938)
- Седми дивизионен артилерийски полк (1938 – ноември 1944)

## Командири
Званията са към датата на заемане на длъжността.
| №  | звание       | име                | дати                             |
| -- | ------------ | ------------------ | -------------------------------- |
| 1. | Полковник    | Петър Тантилов     | 1904 – 1907                      |
| 2. | Полковник    | Васил Райнов       | от 1907, Балкански войни         |
| 3. | Подполковник | Стоян Пушкаров     | от 1914                          |
| 4. | Подполковник | Васил Петров       | от септември 1915                |
|    | Подполковник | Георги Михайлов    | 1927 – 1933?                     |
|    | Подполковник | Никола Михов       | от 1933                          |
|    | Подполковник | Константин Стоянов | 1935 – 1935                      |
|    | Подполковник | Начо Грозев        | 14 септември 1944 – ноември 1944 |

Други командири: Иван Мечкуевски